# سيغيشوارا

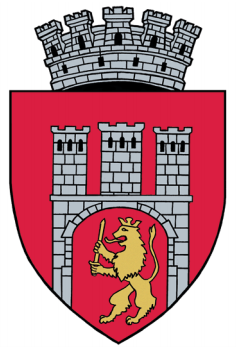
شعار المدينة

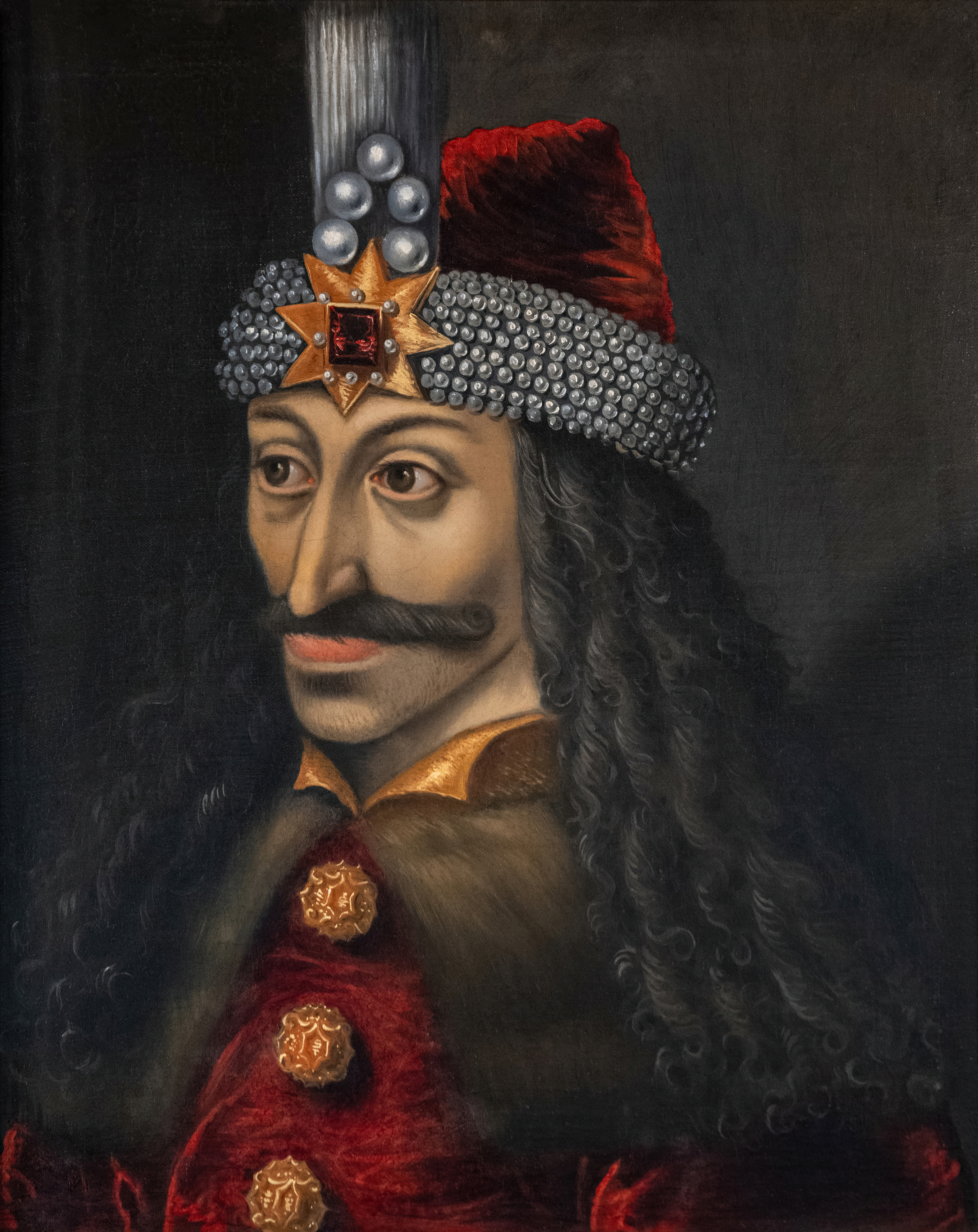
فلاد تسيبيش (1431-1476)

سيغيشوارا, مدينة وسط رومانيا (بالرومانية: Sighişoara, بالألمانية: Schäßburg, بالهنغارية: Segesvár), مدينة في مقاطعة موريش إقليم ترانسيلفانيا، عدد السكان 32.304 نسمة (2002).

## تاريخيا
يعود تأسيس المدينة لعام 1191 م من مستعمرة جرمانية، عام 1280 م تسمى من قبل الجرمان Schespurch, حتى عام 1367 م تنال صفة مدينة، التسمية الرومانية كانت مذكورة منذ العام 1435 م والتي تنحدر من الهنغارية Segesvár والتي تعني بالترجمة «حصن سيغيش». تسقط المدينة بيد التتار عام 1241 م حيث لم تكن مجتاحة.
في عام 1431 م، سكن فلاد الثاني الملقب ب «دراكو» (أي الشيطان بالرومانية) المدينة حتى عام 1435 م حيث تركها ليبدأ فتوحاته وتحرير الأراضي الرومانية، في تلك الفترة ولد فلاد تسيبيش في هذه المدينة. ثم توالت الحروب التحريرية في الأراضي الرومانية حتى التحرير وتشكل الدولة الرومانية.

## توأمة
لسيغيشوارا اتفاقيات توأمة مع كل من:
- بلوة
- بادن
- تشيتا دي كاستيلو
- دينكلسبول
- Kiskunfélegyháza [الإنجليزية]‏
- زاموشتش (8 سبتمبر 2007 -)[6]

## أعلام
- فلاد الثالث المخوزق
- تشبريان شاندرو
- فريدريش مولر
- جوسيف بيكون
- ماري ستريت